# アルマンド・テイシェイラ
プティ（Petit）こと、アルマンド・ゴンサルヴェス・テイシェイラ（Armando Gonçalves Teixeira OIH (ポルトガル語発音: [ɐɾˈmɐ̃du ɡõˈsaɫvɨʃ tɐjˈʃɐjɾɐ]), 1976年9月25日 - ）はフランス出身のポルトガル人元サッカー選手。サッカー指導者。現在はカンピオナート・ブラジレイロ・セリエAのクイアバの監督を務めている。現役時代のポジションは守備的ミッドフィールダー（ボランチ）。

## 経歴
2002年5月〜6月の日韓ワールドカップにはグループリーグ3試合でフル出場。2006年6月〜7月のワールドカップではイエローカードの累積で出場停止となった準決勝のフランス戦を除く全ての試合に出場した。2008年6月のUEFA EUROのメンバーにも選抜された。
クリスティアーノ・ロナウドやデコらポルトガルの攻撃陣を中盤から動かしていた。監督のルイス・フェリペ・スコラーリはロナウド、デコ、ヌーノ・ゴメスらのためにボールを奪う機動力やスピードを評価していた。

## 代表歴

### 出場大会
- ポルトガル代表
  - 2002 FIFAワールドカップ
  - 2006 FIFAワールドカップ

### 試合数
- 国際Aマッチ 57試合 4得点（2001年-2008年）[4]

| ポルトガル代表 | 国際Aマッチ | 国際Aマッチ |
| 年             | 出場        | 得点        |
| -------------- | ----------- | ----------- |
| 2001           | 7           | 0           |
| 2002           | 9           | 0           |
| 2003           | 0           | 0           |
| 2004           | 10          | 2           |
| 2005           | 7           | 1           |
| 2006           | 12          | 1           |
| 2007           | 7           | 0           |
| 2008           | 5           | 0           |
| 通算           | 57          | 4           |

## 監督成績
2023年12月10日現在
| クラブ                 | 就任           | 退任           | 記録 | 記録 | 記録 | 記録 | 記録 | 記録 | 記録   | 記録   |
| クラブ                 | 就任           | 退任           | 試合 | 勝ち | 分け | 負け | 得点 | 失点 | 得失点 | 勝率 % |
| ---------------------- | -------------- | -------------- | ---- | ---- | ---- | ---- | ---- | ---- | ------ | ------ |
| ボアヴィスタ           | 2012年10月9日  | 2015年11月28日 | 115  | 45   | 27   | 43   | 149  | 140  | +9     | 039.13 |
| トンデラ               | 2015年12月9日  | 2017年1月9日   | 42   | 11   | 8    | 23   | 49   | 70   | −21    | 026.19 |
| モレイレンセ           | 2017年3月20日  | 2017年5月26日  | 8    | 3    | 3    | 2    | 9    | 8    | +1     | 037.50 |
| パソス・デ・フェレイラ | 2017年10月23日 | 2018年1月8日   | 9    | 1    | 2    | 6    | 11   | 20   | −9     | 011.11 |
| モレイレンセ           | 2018年2月14日  | 2018年5月20日  | 12   | 4    | 1    | 7    | 11   | 17   | −6     | 033.33 |
| マリティモ             | 2018年11月27日 | 2019年6月4日   | 25   | 9    | 2    | 14   | 20   | 32   | −12    | 036.00 |
| B-SAD                  | 2020年1月15日  | 2021年10月19日 | 66   | 18   | 22   | 26   | 55   | 78   | −23    | 027.27 |
| ボアヴィスタ           | 2021年11月30日 | 2023年12月11日 | 78   | 25   | 26   | 27   | 103  | 121  | −18    | 032.05 |
| 合計                   | 合計           | 合計           | 355  | 116  | 91   | 148  | 407  | 486  | −79    | 032.68 |

## タイトル

### 選手時代
ボアヴィスタFC
- プリメイラ・リーガ:1回（2000-01）

SLベンフィカ
- プリメイラ・リーガ:1回（2004-05）
- タッサ・デ・ポルトガル:1回（2004-05）
- スーペルタッサ・カンディド・デ・オリベイラ:1回（2005）

個人
- ポルトガル年間最優秀選手賞:1回（2001）

### 栄誉
- 我らが貴婦人ヴィラ・ヴィコサ勲章（2006）